# Vomilenina reduttasi
La vomilenina reduttasi è un enzima appartenente alla classe delle ossidoreduttasi, che catalizza la seguente reazione:
1,2-diidrovomilenina + NADP+ ⇄ vomilenina + NADPH + H+
L'enzima forma parte della via di biosintesi della ajmalina.